# YONJI
YONJI（よんじ、1979年3月16日）は、日本のモデル。本名、隅川 英之（すみかわ ひでゆき）。
兵庫県出身。ギグマネジメントジャパン所属。身長186cm。血液型はA型。

## 人物・来歴
主にファッション･ショーで活躍。
ニューヨーク･コレクション出演。

## 主なモデル出演

### SHOW
- GIORGIO ARMANI
- Vivienne Westwood
- DIESEL
- Salvatore Ferragamo
- FENDI

New York
- Bruce Weber Exhibition

### CM(CF)
- 眼鏡市場　『ZEROGRA』2011年
- docomo　[『PRIME series F-04B』]2010年
- クリック証券　『おもしろいのは、これからだ篇』2009年
- コカ・コーラ 『ゼロ侍登場篇』2007年 初代:ゼロ侍役
- GUNZE

### STILL
- GABA
- AEON
- UNIQLO
- GL HEART
- Takami Bridal
- McDonald's

### 雑誌
- MEN'S CLUB
- THE SUIT CATALOG
- Seven Seas
- Straight
- AERA STYLE MAGAZINE